# Black Magic (Magic Sam)
Black Magic è il secondo album di Magic Sam, pubblicato dalla Delmark Records nel 1968.

## Tracce
Lato A
1. I Just Want a Little Bit – 3:03 (Magic Sam)
2. What Have I Done Wrong – 3:10 (Magic Sam)
3. Easy, Baby – 3:54 (Willie Dixon)
4. You Belong to Me – 4:05 (Magic Sam)
5. It's All Your Fault – 4:50 (Magic Sam)

Durata totale: 19:02
Lato B
1. I Have the Same Old Blues – 3:32 (Magic Sam)
2. You Don't Love Me, Baby – 3:29 (Magic Sam)
3. San Jose – 3:53
4. Stop! You're Hurting Me – 4:47
5. Keep Loving Me Baby – 3:30

Durata totale: 19:11

## Musicisti
- Magic Sam - voce, chitarra
- Mighty Joe Young - chitarra
- Lafayette Leake - pianoforte
- Eddie Shaw - sassofono tenore
- Mack Thompson - basso
- Odie Payne, Jr. - batteria